# Xylion securifer
Xylion securifer är en skalbaggsart som beskrevs av Pierre Lesne 1901. Xylion securifer ingår i släktet Xylion och familjen kapuschongbaggar. Inga underarter finns listade i Catalogue of Life.